# Crazy Horse
Crazy Horse je americká rocková skupina, známá svou spoluprací s Neilem Youngem. Od roku 1969 až do současnosti natočili Crazy Horse s Neilem Youngem jedenáct studiových alb a čtyři živé desky. Alba jsou vydávána jako Neil Young and Crazy Horse. Samotní Crazy Horse, v rozmezí let 1971–2009, vydali šest studiových alb.
Billy Talbot (basová kytara) a Ralph Molina (bicí) jsou jedinými stálými členy souboru od založení.

## Historie

### Začátky
Původ kapely sahá do roku 1963, kdy v Los Angeles vzniklo seskupení Danny and The Memories tvořené zpěvákem Dannym Whittenem, doprovodným zpěvákem Lou Bisbalem (brzy vystřídán Bengiaminem Roccem), Billym Talbotem a Ralphem Molinou.
Kapela se později přestěhovala do San Francisca, pozměnili si název na Psyrcle. V této době se kapele podařilo vydat singl, který nebyl příliš úspěšný, nahrávku produkoval Sly Stone a vyšel u vydavatelství Autumn Records. The Psyrcle, v té době osmičlenná kapela, přerušuje na chvíli koncertování, mění se složení, zkouší nové písně a dochází ke změně názvu na The Rockets.
Po nějaké době se kapela vrací zpět do Los Angeles, žánrově posazena do psychedelického rocku a folku v sestavě Whitten – kytara, Talbot – basová kytara, Molina – bicí, Bobby Notkoff – housle a bratři Leon a George Whtisell – kytary. V této sestavě v roce 1968 natáčejí The Rockets své jediné album.

### S Neilem Youngem v období let 1968–1970
Po dokončení alba se The Rockets sešli s Neilem Youngem, se kterým se setkali již o dva roky dříve v dobách začátků Buffalo Springfield. V srpnu 1968, tři měsíce po rozpadu Buffalo Springfield, jamoval Young s Rockets během jejich vystoupení v klubu Whisky a Go Go a krátce poté si najal Whittena, Talbota a Molinu jako kapelu pro nahrání svého druhého alba.
Album Neil Young with Crazy Horse s názvem Everybody Knows This Is Nowhere bylo nahráno během ledna až března a vyšlo v květnu roku 1969. Na albu se objevily, kromě hitu „Cinnamon Girl“, dvě obsáhlé kompozice: „Down by the River“ a „Cowgirl in the Sand“, provázány dlouhými kytarovými sóly. Crazy Horse se s Youngem vydali během první poloviny roku 1969 na turné, začátkem roku 1970 se k nim připojil pianista Jack Nitzsche. Turné z roku 1970 bylo nahráváno a v roce 2006 vydáno jako živé album Live at the Filmore East. Young později prohlásil, že „Nitzsche byl v některých písních mimo tóninu“ … a také, že „Crazy Horse byli dostatečně dobrou kapelou, se dvěma kytarami, basou a bicími a nepotřebovali další nástroj navíc“. Nitzsche naopak opovrhoval doprovodnými spoluhráči Talbotem a Molinou a později prohlásil, Whittena jako „jediný černoch v kapele“.
Young se krátce poté, co začal pracovat s Crazy Horse na svém třetím sólovém albu, připojil ke Crosby, Stills and Nash. Čtveřice se pustila do nahrávání alba a vyrazila na turné, které probíhalo po zbytek roku 1969 a část roku 1970. Poté, co se Young vrátil k dotočení desky, odmítl dále spolupracovat na albu s Crazy Horse, jako důvod uvedl Whittenovu závislost na heroinu, která měla vliv na jeho hrání a také poznamenala některé koncerty během turné. Crazy Horse jako kapela se z celkového počtu jedenácti písní na albu After the Gold Rush podílela pouze na třech: "When You Dance I Can Really Love", "Oh Lonesome Me" a "I Believe in You". Zbytek písní byl dotočen u Younga v Topanga Canyon s Gregem Reevesem na basovou kytaru, Nilsem Lofgrenem (tehdy pouze osmnáctiletý kytarista) a Ralphem Molinou jako jediným členem Crazy Horse. Whitten se v té době svěřil Molinovi, že Young ho jako kytaristu a skladatele nechce moc k ničemu pouštět.

### 1970–1989 s Neilem i bez
Crazy Horse natočili v roce 1970 své první album (eponymní) a vyšlo u Reprise Records v únoru 1971. Kapela si ponechala Nitzscheho jako producenta a klávesistu, přizvala Lofgrena jako druhého kytaristu a na žádost Nitzscheho se také na třech písních podílel kytarista Ry Cooder. Album ale nemělo velký úspěch a dosáhlo pouze na 84. pozicici v Billboard 200. Whittenova skladba "I Don't Want to Talk About It" byla později nahrána dalšími hudebníky jako Geoff Muldaur, The Indigo Girls, Pegi Young a Rod Stewart. Stewart píseň natočil dokonce třikrát a po každé s ní bodoval, v roce 1977 se ve Velké Británii dostala na první místo žebříčku.
Kapelu po neúspěchu prvního alba opouští Lofgren a Nitzsche, oba se chtějí věnovat své sólové dráze, Talbot a Molina vyhazují Whittena, který má problémy s drogami a najímají nové muzikanty. Během roku 1972 Crazy Horse točí dvě alba v různých sestavách: Loose a At Crooked Lake. Do kapely přichází původní kytarista The Rockets George Whitsell, dále kytarista Greg Leroy a klávesista John Blanton a později se v sestavě objevují bratři Rick a Mike Curtis (později zakládají The Curtis Brothers). Souběžně s tím Neil Young pozval Whittena na konci roku 1972 jako doprovodného kytaristu do své nové koncertní kapely, která nesla název Stray Gators, Whittenovi se bohužel nepodařilo s kapelou sehrát – v té době byl silně závislý na heroinu. Young ho i přesto nechával bydlet u sebe na ranči a pokoušel se Whittena motivovat ke hrání. Bohužel neúspěšně. Poslal ho tedy zpět do LA. Whitten ještě téhož dne umírá na předávkování (kombinace valia a alkoholu).
Po smrti Whittena a vlažném přijetí obou alb Talbot a Molina ponechávají Crazy Horse v nečinnosti. V polovině roku 1973 Young dává dohromady novou kapelu, kterou tvoří Talbot, Molina, Lofgren a hráč na steel kytaru Ben Keith. Kapela natáčí část písní, které se objevují na albu Tonight's The Night, album vychází až v roce 1975. Na podzim roku 1973 kapela vyráží na turné po Kanadě, Velké Británii a USA pod názvem "Santa Monica Flyers". Molina s Whittsellem se později podílejí na natáčení Alba On the Beach.
V roce 1975 se u Billyho Talbota v dome sešli Young, Talbot, Molina a doprovodný kytarista Frank "Poncho" Sampedro, který ukázal, že on je ta správná osobnost, která může pomoct vzkřísit Crazy Horse. “Bylo to úžasné” řekl Talbot o znovu spojení s Neilem. “Všichni jsme se vznášeli. Neilovi se to moc líbilo a nám taky. Bylo to poprvé od Dannyho smrti, co jsme znovu slyšeli The Horse”. Po pětileté pauze dochází k znovu zrození spolupráce Neil Young and Crazy Horse. Píseň "Powderfinger", kterou Neil právě dokončil, se stala charakteristickou písní znovuzrozeného “Koně”.
Se Sampedrem a producentem Davidem Briggsem, Young a Crazy Horse nahrávají album Zuma. Deska se točí u Briggse doma v Malibu. Touto obnovenou spoluprací zahájili své nejplodnější období. Zvuk desky je směsicí hard rocku, country, folku a radosti čišící z kapely, která se nemůže dočkat nadcházejícího turné. Některé doprovodné kytarové party musel Neil pro ne úplně technicky zdatného Sampedra zjednodušit, tak aby je byl schopen zahrát. Začátkem roku 1976 vyrážejí na turné po Japonsku a Evropě. Turné bylo na čas přerušeno kvůli nové spolupráci Neila se Stephenem Stillsem. Období let 1975–1977 bylo pro Younga velmi náročným, vystupuje sám na svých koncertech, ale také s kapelou. V roce 1977 mu výchází deska American Stars'n Bars, na které se v sedmi písních objevují Crazy Horse. Na Youngově albu Comes a Time, které vychází o rok později se Crazy Horse podílejí dvěma písněmi: "Look Out for My Love" a "Lotta Love".
V roce 1978 Crazy Horse vydávají své čtvrté album Crazy Moon, na albu se v některých písních objevuje Neil. Téhož roku se Neil a Crazy Horse opět vydávají na turné,které vyústilo spoluprací na dvou úspěšných albech: Rust Never Sleeps a Live Rust – obě vydány jako Neil Young and Crazy Horse.
Během osmdesátých let dochází ke spolupráci Crazy Horse a Neila Younga jen sporadicky a to na albech Re-ac-tor, Trans a Life. Neil osmdesátá léta využívá k hudebním experimentům napříč mnoha žánry. Mezi Youngem a dvojicí Molina, Talbot dochází k hudebnímu neporozumění a proto oba Neil nahrazuje, ponechává si pouze Sampedra. Talbot s Molinou na to okamžitě reagují a za Sampedra do Crazy Horse přichází kytarista Matt Piucci z kapely Rain Parade, najímají si také hudebníka Sonny Monea a nahrávají desku s jizlivým názvem Left for Dead (1989)

### S Youngem 1990–2014
V roce 1990 však dochází ke znovu obnovení spolupráce mezi Youngem a Crazy Horse, nahrávají úspěšné album Ragged Glory a v roce 1991 vyrážejí na turné, které bylo zaznamenáno na albu Weld. Během následujících dvanácti let dochází k časté spolupráci: konkrétně na albech Sleeps with Angels, Broken Arrow, Year of the Horse, na albu Are You Passionate? se Craze Horse objevují v písní "Goin' Home". Nahrávání alba Greendale probíhá bez Sampedra, protože se Young rozhodl pro album použít pouze jednu kytaru. Sampedro se ke kapele připojil v nadcházejícím turné 2003–2004 znovu jako kytarista a také jako hráč na klávesy.
Young ve své biografii Shakey píše, že v době, kdy Crazy Horse začali točit své šesté sólové album, v polovině devadesátých let byli Youngem požádáni, aby vystoupili v Kalifornii na několika utajených koncertech (pod názvem Echoes) a zároveň, aby s Youngem natočili desku Broken Arrow. Nahrávaní šesté sólové desky zůstalo díky Broken Arrow nedoděláno. V roce 2000 se Crazy Horse s Neilem pokoušeli během tří měsíců neúspěšně natočit nové album, část písní bylo dokončeno úspěšně. Neil později většinu materiálu předělal s Booker T. and the M.G.'s a přepracovaný materiál vyšel na albu Are You Passionate? Písně ze sanfranciského nahrávání se měly objevit pod názvem Toast, jako součást Youngovy série nevydaných nahrávek pod názvem Archives už v roce 2008. Album, ale dosud nevyšlo.
Crazy Horse po turné k albu Greendale se na osm let koncertně odmlčeli, Sampedro pracoval během let 1992–2010 jako asistent v talk show The Tonight Show with Jay Leno. Během této doby Crazy Horse s Youngem pravidelně zkouší. V roce 2009 Sampedro vydává pod pseudonymem Poncho Villa doposud nevydané písně Crazy Horse (bez hudební účasti Neila, jedná se pravděpodobně o nahrávky, které měly být použity pro šesté studiové album), nahrávky jsou dostupné na iTunes.
Neil Young and Crazy Horse vydávají v roce 2012 dvě alba. Americana je složená z předělávek tradičních folkových písní, zatímco na albu Psychedelic Pill se objevují pouze autorské písně Neila Younga. Crazy Horse s Youngem koncertují během let 2012, 2013, 2014 po USA, Austrálii a Evropě. V roce 2014 Billy Talbot prodělal slabou mrtvici a během jeho absence ho zaskakoval baskytarista Rick Rosas.

## Reedice nahrávek
Debutové album Crazy Horse bylo znovu vydáno na CD v roce 1994. V roce 2005 Rhino Records vydává 2CD pod názvem Scratchy: The Complete Reprise Recordings, kompilace obsahuje remastrované debutové album a druhé album Loose, které jsou společně na prvním disku a druhý disk obsahuje raritní nahrávky včetně singlu, který natočili Danny and the Memories v roce 1962. Album Loose bylo samostatně vydáno v roce 2006 vydavatelstvím Wounded Bird. V roce 1999 australské vydavatelství Raven Records vydává na cd album Crazy Moon se sedmi bonusy a v roce 2005 u stejného
vydavatele vychází kompilace Gode Dead Train: The Best of Crazy Horse 1971–1989, kde jsou použity nahrávky ze všech studiových alb kromě Loose. Left for Dead bylo vydáno v roce 1995 u Sisapa/Curb a Crazy Moon bylo znovu vydáno u BMG v roce 2005. Album At Crooked Lake bylo vydáno u vydavatelství Floating World v roce 2013.

## Složení

### Současná sestava
- Billy Talbot, basová kytara, zpěv (1968–současnost)
- Ralph Molina, bicí, zpěv (1968-současnost)
- Frank "Poncho" Sampedro, kytara, klávesy, mandolína, zpěv (1975–1988; 1990–současnost)

### Dřívější členové Neil Young and Crazy Horse
- Danny Whitten – kytara, zpěv (1968–1971)
- Jack Nitzsche – klávesové nástroje, zpěv (1970–1971)
- Rick Rosas – basová kytara (záskok za Talbota během turné) (2014)

### Další členové Crazy Horse
- Nils Lofgren, kytara, klávesy, zpěv (1970–1971)
- George Whitsell, kytara, zpěv (1971-1972)
- Greg Leroy, kytara, zpěv (1971–1972; 1978 [guest])
- John Blanton, klávesy, harmonika, cello, zpěv (1971–1972)
- Rick Curtis, kytara, banjo, zpěv (1972)
- Michael Curtis, klávesy, kytara, mandolína, zpěv(1972; 1978 [host])
- Sonny Mone, kytara, zpěv (1989)
- Matt Piucci, kytara, zpěv (1989)